# Jack Taylor (calciatore 1998)
Jack Henry Philip Taylor (Londra, 23 giugno 1998) è un calciatore irlandese, centrocampista dell'Ipswich Town.

## Biografia
Nato in Inghilterra, ha origini irlandesi tramite suo nonno Jim Skelly che è nato in Irlanda per poi trasferirsi e stabilirsi a Londra. Suo fratello Harry è anch'egli un calciatore.

## Carriera

### Club
Cresciuto nei settori giovanili di Chelsea e Barnet, il 26 aprile 2016 firma il primo contratto professionistico con le Bees; il 28 ottobre passa in prestito all'Hampton & Richmond, facendo ritorno al club londinese nel mese di dicembre. Dopo essersi imposto come titolare nel ruolo, il 1º agosto 2019 prolunga fino al 2022.
Il 7 gennaio 2020 passa al Peterborough United, legandosi con un pluriennale ai Posh; con i Blues conquista la promozione in Championship.
Il 26 giugno 2023 viene acquistato dall'Ipswich Town, con cui firma un triennale.

### Nazionale
Tra il 2019 ed il 2020 ha giocato complessivamente 7 partite con la nazionale irlandese Under-21.
Nel novembre 2020 è stato convocato per la prima volta in nazionale maggiore.
Fa il suo esordio con la massima selezione irlandese il 13 novembre 2024 nella sconfitta per 2-0 in Nations League contro la Grecia.

## Statistiche

### Presenze e reti nei club
Statistiche aggiornate al 4 maggio 2024.
| Stagione                   | Squadra                    | Campionato                 | Campionato | Campionato | Coppe nazionali | Coppe nazionali | Coppe nazionali | Coppe continentali | Coppe continentali | Coppe continentali | Altre coppe | Altre coppe | Altre coppe | Totale | Totale |
| Stagione                   | Squadra                    | Comp                       | Pres       | Reti       | Comp            | Pres            | Reti            | Comp               | Pres               | Reti               | Comp        | Pres        | Reti        | Pres   | Reti   |
| -------------------------- | -------------------------- | -------------------------- | ---------- | ---------- | --------------- | --------------- | --------------- | ------------------ | ------------------ | ------------------ | ----------- | ----------- | ----------- | ------ | ------ |
| dic. 2016-2017             | Barnet                     | FL2                        | 14         | 0          | FACup+CdL       | -               | -               | -                  | -                  | -                  | EFLT        | 1           | 0           | 15     | 0      |
| 2017-2018                  | Barnet                     | FL2                        | 38         | 2          | FACup+CdL       | 1+1             | 0               | -                  | -                  | -                  | EFLT        | 2           | 1           | 42     | 3      |
| 2018-2019                  | Barnet                     | NL                         | 32         | 3          | FACup           | 6               | 0               | -                  | -                  | -                  | FAT         | 3           | 0           | 41     | 3      |
| 2019-gen. 2020             | Barnet                     | NL                         | 24         | 7          | FACup           | 1               | 0               | -                  | -                  | -                  | FAT         | 1           | 0           | 27     | 7      |
| Totale Barnet              | Totale Barnet              | Totale Barnet              | 108        | 12         |                 | 9               | 0               |                    | -                  | -                  |             | 7           | 1           | 124    | 13     |
| gen.-giu. 2020             | Peterborough Utd           | FL1                        | 11         | 2          | FACup+CdL       | -               | -               | -                  | -                  | -                  | EFLT        | -           | -           | 11     | 2      |
| 2020-2021                  | Peterborough Utd           | FL1                        | 36         | 4          | FACup+CdL       | 1+1             | 1+0             | -                  | -                  | -                  | EFLT        | 1           | 1           | 39     | 6      |
| 2021-2022                  | Peterborough Utd           | FLC                        | 34         | 2          | FACup+CdL       | 1+0             | 0               | -                  | -                  | -                  | -           | -           | -           | 35     | 2      |
| 2022-2023                  | Peterborough Utd           | FL1                        | 44+2       | 8+1        | FACup+CdL       | 2+2             | 0               | -                  | -                  | -                  | EFLT        | 2           | 1           | 52     | 10     |
| Totale Peterborough United | Totale Peterborough United | Totale Peterborough United | 125+2      | 16+1       |                 | 7               | 1               |                    | -                  | -                  |             | 3           | 2           | 137    | 20     |
| 2023-2024                  | Ipswich Town               | FLC                        | 33         | 2          | FACup+CdL       | 2+4             | 1+2             | -                  | -                  | -                  | -           | -           | -           | 39     | 5      |
| Totale carriera            | Totale carriera            | Totale carriera            | 266+2      | 22+1       |                 | 22              | 4               |                    | -                  | -                  |             | 10          | 3           | 300    | 30     |

### Cronologia presenze e reti in nazionale
| Cronologia completa delle presenze e delle reti in nazionale ― Irlanda | Cronologia completa delle presenze e delle reti in nazionale ― Irlanda | Cronologia completa delle presenze e delle reti in nazionale ― Irlanda | Cronologia completa delle presenze e delle reti in nazionale ― Irlanda | Cronologia completa delle presenze e delle reti in nazionale ― Irlanda | Cronologia completa delle presenze e delle reti in nazionale ― Irlanda | Cronologia completa delle presenze e delle reti in nazionale ― Irlanda | Cronologia completa delle presenze e delle reti in nazionale ― Irlanda |
| Data                                                                   | Città                                                                  | In casa                                                                | Risultato                                                              | Ospiti                                                                 | Competizione                                                           | Reti                                                                   | Note                                                                   |
| ---------------------------------------------------------------------- | ---------------------------------------------------------------------- | ---------------------------------------------------------------------- | ---------------------------------------------------------------------- | ---------------------------------------------------------------------- | ---------------------------------------------------------------------- | ---------------------------------------------------------------------- | ---------------------------------------------------------------------- |
| 13-10-2024                                                             | Atene                                                                  | Grecia                                                                 | 2 – 0                                                                  | Irlanda                                                                | UEFA Nations League 2024-2025 - 1º turno                               | -                                                                      | 57’                                                                    |
| 20-3-2025                                                              | Plovdiv                                                                | Bulgaria                                                               | 1 – 2                                                                  | Irlanda                                                                | UEFA Nations League 2024-2025 - Play-off                               | -                                                                      | 76’                                                                    |
| 23-3-2025                                                              | Dublino                                                                | Irlanda                                                                | 2 – 1                                                                  | Bulgaria                                                               | UEFA Nations League 2024-2025 - Play-off                               | -                                                                      | 82’                                                                    |
| 6-6-2025                                                               | Dublino                                                                | Irlanda                                                                | 1 – 1                                                                  | Senegal                                                                | Amichevole                                                             | -                                                                      | 58’                                                                    |
| 10-6-2025                                                              | Lussemburgo                                                            | Lussemburgo                                                            | 0 – 0                                                                  | Irlanda                                                                | Amichevole                                                             | -                                                                      | 57’                                                                    |
| Totale                                                                 |                                                                        | Presenze                                                               | 5                                                                      |                                                                        | Reti                                                                   | 0                                                                      |                                                                        |